# Loch Rannoch
Loch Rannoch (schottisch-gälisch: Loch Raineach) ist ein aufgestauter Süßwassersee in den schottischen Highlands. Er liegt in der Council Area Perth and Kinross etwa 30 km westlich von Pitlochry.
Loch Rannoch hat die typisch langgezogene Form eines in der Eiszeit durch Gletscher entstandenen Sees. Er ist etwa 16 km lang, aber nur etwa einen Kilometer breit. Das Wasservolumen umfasst circa 1 km³. Die größte Tiefe des Sees beträgt 134 m; die durchschnittliche Tiefe liegt bei 51 m. Gemessen an der Größe der Wasseroberfläche von 16 km² ist Loch Rannoch der neuntgrößte See Schottlands. 
Loch Rannoch ist Teil des Tummel Hydro-Electric Power Scheme. Der See nimmt im Westen über den Fluss Ericht jenes Wasser auf, das abgeleitet aus Loch Ericht ein in Ufernähe gelegenes Wasserkraftwerk durchflossen hat. Ebenfalls im Westen bei Bridge of Gaur mündet der Fluss River Gaur, der Loch Rannoch mit Wasser aus Loch Laidon und Loch Eigheach speist. Im Osten entwässert Loch Rannoch bei der kleinen Siedlung Kinloch Rannoch in den River Tummel, dessen Ursprung er ist. Mit dem Auto ist Loch Rannoch über die B846 leicht zu erreichen.
Im westlichen Teil des Sees befindet sich eine künstliche Insel, ein so genanntes Crannog. Loch Rannoch ist sowohl bei Anglern als auch bei Wanderern beliebt, obwohl die Gegend um den See im Sommer regelmäßig unter einer starken Mückenplage zu leiden hat. Trotz seiner Nutzung für die Elektrizitätsgewinnung konnte Loch Rannoch sein natürliches Aussehen weitgehend bewahren. Dies gilt allerdings nicht für sein Umland, das sich heute weitgehend als Grasland zeigt, nachdem der natürliche Waldbewuchs über die Jahrhunderte abgeholzt wurde.

## Weblinks

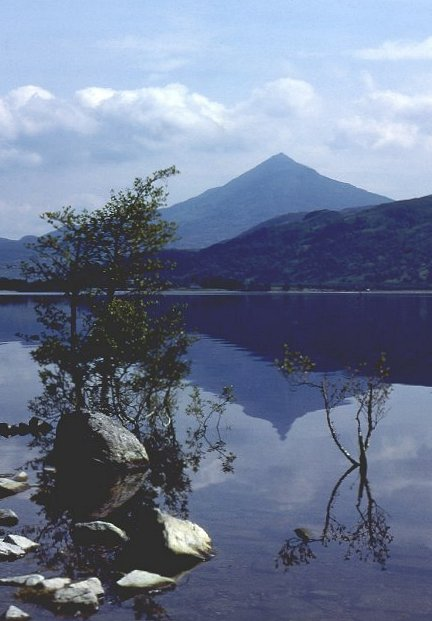
Loch Rannoch, im Hintergrund der Schiehallion